# Suzanne Pleshette
Suzanne Pleshette (Nova York, 31 de gener de 1937 - Los Angeles, 19 de gener de 2008) va ser una actriu estatunidenca. Ha actuat al teatre, el cinema i la televisió.

## Biografia

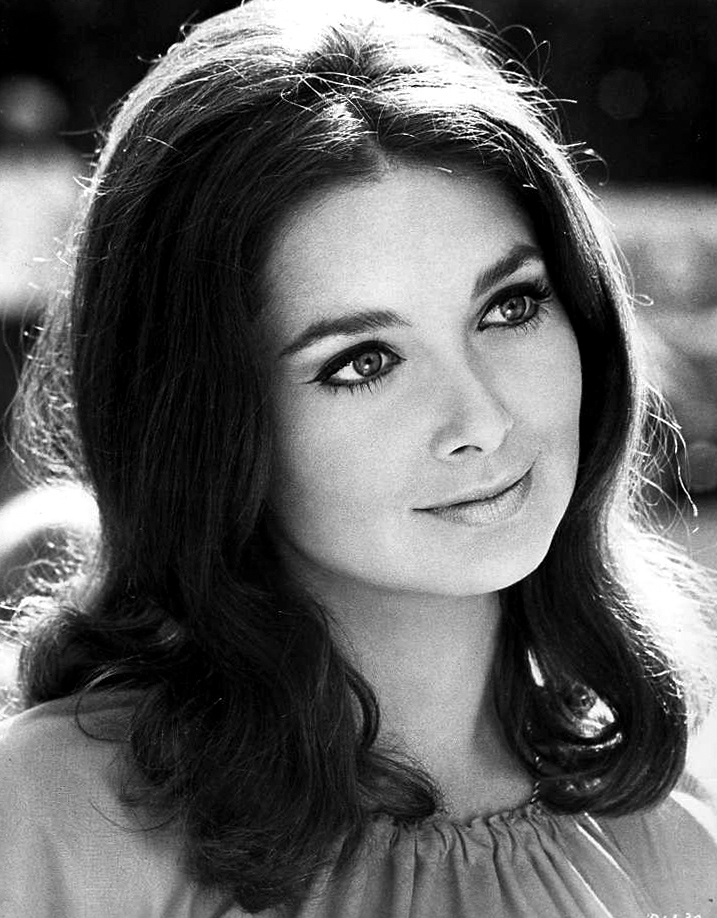
Suzanne Pleshette l'any 1969

Suzanne Pleshette va néixer a Brooklyn, Nova York. Els seus avis eren immigrants jueus, tres de ells procedents de Rússia i un de ells d'Àustria-Hongria. La seva mare, Géraldine (nascuda Kaplan), era ballarina i artista, i el seu pare, Eugène Pleshette, era gerent, director de xarxa i director del cinema Paramount de Brooklyn. Es va diplomar a l'escola secundària de Manhattan de les arts de l'espectacle i a continuació va anar a la universitat de Syracuse durant un semestre abans d'anar a la Finch College.
Era cosina de l'actor John Pleshette.
Va començar la seva carrera al teatre, a Broadway l'any 1957
Va aparèixer a pel·lícules al començament dels anys 1960, com Rome Adventure (1962) de Delmer Daves i Els Ocells d'Alfred Hitchcock (1963). Més tard, apareix a diferents produccions de televisió, sovint a papers secundaris, i ha fet el paper d'Emily Hartley al Bob Newhart Show a partir de 1972 fins a l'any 1978, rebent diverses nominacions als premis Emmy per al seu treball.
Al fil de la seva carrera, dirigida per Raoul Walsh, Henry Hathaway, Roger Corman o Byron Haskin, ha tingut per companys Tony Curtis, Steve McQueen, Rock Hudson, Burt Reynolds i James Garner, però també Peter Ustinov, Maximilian Schell i Max von Sydow, Ray Milland i Melanie Griffith. Molt popular a les comèdies de Disney amb Dean Jones, va posar la seva veu als films d'animació El Viatge de Chihiro i El Rei lleó 2: L'Honor de la tribu.
Pleshette es va casar l'any 1964 a Roma amb Troy Donahue, el casament va durar vuit mesos. El seu segon casament va ser amb l'empresari de petroli texà Tom Gallagher, des de 1968 fins a la mort d'aquest d'un càncer de pulmó el 21 de gener de 2000. Va tenir un avortament al principi del matrimoni amb Gallagher, i la parella no va tenir mai cap fill.
L'any 2001, es va casar amb Tom Poston. Van estar junts fins a la mort d'aquest per insuficiència respiratòria a Los Angeles el 30 d'abril de 2007
Va continuar rodant fins a l'any 2004, i va morir l'any 2008, a conseqüència d'un càncer de pulmó. És enterrada al Hillside Memorial Park.

## Filmografia

### Al cinema
- 1958: The Geisha Boy de Hal Walker: Sgt. Pearson
- 1962: Rome Adventure de Delmer Daves: Prudence Bell
- 1962: 40 Pounds of Trouble: Chris Lockwood
- 1963: Les Oiseaux (The Birds), d'Alfred Hitchcock: Annie Hayworth
- 1963: Wall of Noise: Laura Rubio
- 1964: A Distant Trumpet, de Raoul Walsh: Mrs. Kitty Mainwarring
- 1964: Fate Is the Hunter de Ralph Nelson: Martha Webster
- 1964: Youngblood Hawke, de Delmer Daves: Jeanne Green
- 1965: A Rage to Live, de Walter Grauman: Grace Caldwell Tate
- 1966 The Ugly Dachshund, de Norman Tokar: Fran Garrison
- 1966: Nevada Smith, de Henry Hathaway: Pilar
- 1966: Mister Buddwing, de Delbert Mann: Fiddle Corwin / Grace #2
- 1967: The Adventures of Bullwhip Griffin, de James Neilson: Arabella Flagg
- 1968: Blackbeard's Ghost, de Robert Stevenson: Professora Jo Anne Baker
- 1968: The Power, de Byron Haskin: Professeur Margery Lansing
- 1969: Target: Harry de Roger Corman: Diane Reed
- 1969: If It's Tuesday, This Must Be Belgium, de Mel Stuart: Samantha Perkins
- 1970: Suppose They Gave a War and Nobody Came?: Ramona
- 1971: Support Your Local Gunfighter, de Burt Kennedy: Patience Barton
- 1976: The Shaggy D.A., de Robert Stevenson: Betty Daniels
- 1979: Hot Stuff: Louise Webster
- 1980: Oh, God! Book 2 de Gilbert Cates: Paula Richards
- 1998: The Lion King II: Simba's Pride (vídeo): Zira (veu)
- 2001: El viatge de Chihiro (千と千尋の神隠し: Sen to Chihiro no Kamikakushi), de Hayao Miyazaki: Yubaba/Zeniba (veu)

### A la televisió
- 1960: Alfred Hitchcock presents- Estació 5, episodi 20 "Autoestop" (Hitch hike): la neboda
- 1965: Wild Wild West (Série) - Temporada 1,episodi 1 (The Night of the Inferno): Lydia Monteran
- 1967: Wings of Fire: Kitty Sanborn
- 1967: The Invaders - Temporada 1,episodi 3 (The Mutation): Vickki
- 1967: The Invaders - Temporada 2,episodi 25 (The Persued): Anne Gibbs
- 1968: Flesh and Blood: Nona
- 1970: Along Came a Spider: Anne Banning / Janet Furie
- 1970: Hunters Are for Killing: Barbara Soline
- 1971: River of Gold: Anna
- 1971: In Broad Daylight: Kate Todd
- 1971: Dead Weigh (série): Helen Stewart
- 1975: The Legend of Valentino: June Mathis
- 1976: Law and Order: Karen Day
- 1976: Richie Brockelman: The Missing 24 Hours: Elizabeth Morton
- 1978: Kate Bliss and the Ticker Tape Kid: Kate Bliss
- 1979: Flesh and Blood: Kate Fallon
- 1980: If Things Were Different: Janet Langford
- 1981: The Star Maker: Margot Murray
- 1982: Help Wanted: Male: Laura Bingham
- 1982: Fantasies: Carla Webber
- 1983: Dixie: Changing Habits: Dixie Cabot
- 1983: One Cooks, the Other Doesn't: Joanne Boone
- 1984: Suzanne Pleshette Is Maggie Briggs(sèrie): Maggie Briggs
- 1984: For Love or Money: Joanna Piper
- 1985: Bridges to Cross: Tracy Bridges
- 1985: Kojak: The Belarus File: Dana Sutton
- 1986: Bridges to Cross (sèrie): Tracy Bridges
- 1987: A Stranger Waits: Kate Bennington
- 1988: Alone in the Neon Jungle: Capt. Janet Hamilton
- 1989: Nightingales (sèrie): Christine Broderick
- 1990: Leona Helmsley: The Queen of Mean: Leona Helmsley
- 1991: The Bob Newhart Show 19th Anniversary Special: Emily Hartley
- 1992: Battling for Baby: Marie Peters
- 1993: A Twist of the Knife: Dra. Rachel Walters
- 1994: The Boys Are Back (sèrie): Jackie Hansen
- 2002: Will and Grace: Lois Whitley
- 2003: 8 Simple Rules: Laura